# Alvesta landsfiskalsdistrikt
Alvesta landsfiskalsdistrikt var 1918–1964 ett landsfiskalsdistrikt i Kronobergs län, bildat när Sveriges indelning i landsfiskalsdistrikt trädde i kraft den 1 januari 1918, enligt beslut den 7 september 1917. Den 1 januari 1965 avskaffades i Sverige samtliga landsfiskaler och landsfiskalsdistrikt, och deras arbetsuppgifter delades upp på de nyskapade indelningarna polisdistrikt, åklagardistrikt och kronofogdedistrikt.
Landsfiskalsdistriktet låg under länsstyrelsen i Kronobergs län.

## Ingående områden
Den 1 januari 1945 ombildades Aringsås landskommun till Alvesta köping. När Sveriges nya indelning i landsfiskalsdistrikt trädde i kraft den 1 januari 1952 (enligt kungörelsen 1 juni 1951) ändrades distriktets omfattning. Den 1 januari 1963 uppgick Hjortsberga landskommun i Alvesta köping, men distriktets omfattning påverkades inte.

### Från 1918
Allbo härad:
- Aringsås landskommun
- Blädinge landskommun
- Del av Skatelövs landskommun: Allbo häradsdel av Skatelöv.[2]
- Vislanda landskommun
- Västra Torsås landskommun

### Från 1945
Allbo härad:
- Alvesta köping
- Blädinge landskommun
- Del av Skatelövs landskommun: Allbo häradsdel av Skatelöv.[2]
- Vislanda landskommun
- Västra Torsås landskommun

### Från 1 januari 1952
- Alvesta köping
- Hjortsberga landskommun
- Moheda landskommun
- Vislanda landskommun

### Från 1 januari 1963
- Alvesta köping
- Moheda landskommun
- Vislanda landskommun